# Hippopotamus
Hippopotamus je rod iz porodice Vodenkonji koja ima samo jednu vrstu - nilskog konja, uz određeni broj izumrlih vrsta.
Fosilni nalazi vodenkonja sežu još u miocen. Sve do pleistocena nastanjivali su pored Afrike i Europu i Aziju. Nova genska istraživanja daju naslutiti, da su najbliži srodnici vodenkonja kitovi.
Izumrle vrste vodenkonja bile su:
- Divovski vodenkonj (Hippopotamus major), bio je dio megafaune ledenog doba, a možda ga je lovio neandertalac
- Euroazijski vodenkonj (Hippopotamus antiquus), u pleistocenu je živio u Europi
- Azijski vodenkonj (Hippopotamus palaeindicus), u pleistocenu je živio u Indiji
- Otočni vodenkonji: ovi maleni vodenkonji bili su bliže srodni nilskim konjima nego današnjim patuljastim vodenkonjima:

- Hippopotamus minutus, ili Phanourios minutis, živio na Cipru
- Hippopotamus creutzburgi, živio je na Kreti
- Hippopotamus melitensis, živio je na Malti
- Hippopotamus pentlandi, živio je na Siciliji

- Madagaskarski vodenkonji:

- Hippopotamus madagascariensis, vrsta koja je vjerojatno živjela pretežno na kopnu
- Hippopotamus lemerlei dosezao je oko 2/3 veličine današnjih nilskih konja
- Hippopotamus laloumena je bila najveća vrsta madagaskarskih vodenkonja

Kako se Madagaskar odvojio od kopna još u vrijeme prije nastanka parnoprstaša, preci ovih vodenkonja mogli su stići samo plivajući. Izumrli su tek u 14. ili 15. stoljeću. Smatra se, da bi ljudski lov na njih mogao biti razlog izumiranju. Ovo se potkrepljuje nalazima kostiju vodenkonja s tragovima ljudskog oruđa. 